# ジョン・ギルバート (俳優)
ジョン・ギルバート（John Gilbert, 別名Jack Gilbert, 本名ジョン・セシル・プリングル（John Cecil Pringle）, 1897年7月10日 - 1936年1月9日）は、アメリカ合衆国ユタ州ローガン出身のハリウッド俳優。

## 生涯
端整な顔立ちでサイレント映画時代に活躍した、アメリカの二枚目俳優。芸能一家に生まれ、1915年に映画デビュー。『想い出の丘へ』でメアリー・ピックフォードが相手役に指名した事から知名度が上がり、1921年にフォックス・フィルムと3年間契約を結んだ後、1924年にメトロ・ゴールドウィン・メイヤーに移る。『ビッグ・パレード』などの大作に起用され、当時人気俳優だったルドルフ・ヴァレンティノと肩を並べる程の人気スターとなる。
特に1926年『肉体と悪魔』で共演したグレタ・ガルボとは私生活でも恋愛関係にあったとされ、結婚までは結局いたらなかったものの、ファンに「最高の美男美女カップル」と呼ばれた。
しかしトーキー映画の時代に入ると仕事が激減した。トーキー映画初出演作『彼の栄光の夜』が公開されると、イメージと異なる甲高い声が観客の失笑を買い、人気が急降下したとされる。ガルボとの5年ぶりの共演となる『クリスチナ女王』に再起を賭けたものの、トーキーに順応していたガルボとの格の違いは明らかで、彼のキャリア復帰までには至らなかった。
その後は仕事もほとんど途絶え、1936年1月9日、アルコール中毒による心臓発作で死亡した。25万ドルの遺産のうち大部分を最後の妻であるヴァージニア・ブルースと彼女との間の一人娘、スーザン・アン・ギルバートが相続した。
2011年、ミシェル・アザナヴィシウス監督の『アーティスト』でジャン・デュジャルダンが演じたジョージ・ヴァレンティン。2022年、デミアン・チャゼル監督の『バビロン』でブラッド・ピットが演じたジャック・コンラッドはそれぞれジョン・ギルバートをモデルにしている。

## 主な出演作品
| 公開年 | 邦題 原題                                          | 役名                               | 備考           |
| ------ | -------------------------------------------------- | ---------------------------------- | -------------- |
| 1918   | 青年改造 Three X Gordon                            | アーチー                           |                |
| 1919   | 想い出の丘へ Heart o' the Hills                    | グレイ・ペンドルトン               |                |
| 1922   | アラビアの恋 Arabian Love                          | ノーマン・ストーン                 |                |
| 1922   | 厳窟王 Monte Cristo                                | エドモン・ダンテス                 |                |
| 1922   | 起てよ!戦士 A California Romance                   | ドン・パトリシオ・フェルディナンド |                |
| 1923   | 悪魔の哄笑 While Paris Sleeps                      | デニス・オキーフ                   |                |
| 1923   | 強敵一蹴 Truxton King                              | トラクスト・キング                 |                |
| 1923   | 聖者エルモ St. Elmo                                | セント・エルモ・ソーントン         |                |
| 1923   | 侠骨カービー Cameo Kirby                           | カメオ・カービー                   |                |
| 1924   | ブロードウェイ颪 Just Off Broadway                 | スティーブン・ムーア               |                |
| 1924   | 狼の血 The Wolf Man                                | ジェラルド・スタンリー             |                |
| 1924   | 巴里の狂乱 A Man's Mate                            | ポール                             |                |
| 1924   | 男子凱旋 His Hour                                  | グリーツコ侯爵                     |                |
| 1924   | 殴られる彼奴 He Who Gets Slapped                   | ベザノ                             |                |
| 1924   | 痴人哀樂 The Snob                                  | ユージーン・カリー                 |                |
| 1924   | 半獣人の妻 The Wife of the Centaur                 | ジェフリー・ドワイヤー             |                |
| 1925   | メリー・ウイドー The Merry Widow                   | ダニロ・ペトロヴィッチ男爵         |                |
| 1925   | ビッグ・パレード The Big Parade                    | ジェームズ・アパーソン             |                |
| 1925   | ベン・ハー Ben-Hur: A Tale of the Christ           | 観客                               | クレジットなし |
| 1926   | ラ・ボエーム La Boheme                             | ロドルフ                           |                |
| 1926   | 剣侠時代 Bardelys the Magnificent                  | バーデリス                         |                |
| 1927   | 肉体と悪魔 Flesh and the Devil                     | レオ・ヴァン・ハーデン             |                |
| 1927   | 見世物 The Show                                    | コック・ロビン                     |                |
| 1927   | 密輸入者の恋 Twelve Miles Out                      | ジェリー・フェイ                   |                |
| 1927   | アンナ・カレニナ Love                              | ブロンスキー                       |                |
| 1928   | コサック The Cossacks                              | ルカシカ                           |                |
| 1928   | 四つの壁 Four Walls                                | ベニー                             |                |
| 1928   | 悪魔の仮面 The Masks of the Devil                  | ライナー男爵                       |                |
| 1928   | 恋多き女 A Woman of Affairs                        | ネヴィル                           |                |
| 1929   | 赤熱の抱擁 Desert Nights                           | ヒュー・ランド                     |                |
| 1929   | ハリウッド・レヴィユー The Hollywood Revue of 1929 | ロミオ                             |                |
| 1930   | 生ける屍 Redemption                                | フェディア                         |                |
| 1930   | 海行かば Way for a Sailor                          | ジャック                           |                |
| 1931   | 紳士の運命 Gentleman's Fate                        | ジャック・トーマス                 |                |
| 1931   | 巴里の魔人 The Phantom of Paris                    | シェリ・ビビ                       |                |
| 1931   | ブロードウェイの西 West of Broadway                | ジェリー                           |                |
| 1932   | 奥様御寵愛 Downstairs                              | カール                             |                |
| 1933   | 街の伊達男 Fast Workers                            | スミス                             |                |
| 1933   | クリスチナ女王 Queen Christina                     | アントニオ                         |                |
| 1934   | 海を嫌ふ船長 The Captain Hates the Sea             | スティーヴ                         |                |